# Joseph Jackson Fuller
Pour les articles homonymes, voir Fuller.
Le Rév. Joseph Jackson Fuller (1825-1908) est un missionnaire chrétien baptiste jamaïcain. Il a été en fonction au Cameroun du temps des chefferies pré-coloniales africaines, a été l'un des premiers esclaves à être libérés en Jamaïque (initialement sous la "loi sur l'apprentissage") qui s'est instruit et a voyagé à l'étranger. Il a dirigé la mission des stations, l'enseignement, la prédication, la fabrication de briques, et la traduction des livres tels que John Bunyan, le voyage du Pèlerin Progrès en Douala. En retraite en Angleterre, Fuller termine sa carrière en tant qu'orateur public pour des audiences baptistes et missionnaires, parfois devant des milliers de personnes.

## Biographie
Joseph Jackson Fuller est né à Spanish Town, en Jamaïque , le 29 juin 1825. Il est le fils d'Alexandre McCloud Fuller, un esclave. Quand il avait huit ans, la "loi sur l'apprentissage", donnant accès immédiatement la liberté à ceux de six ans et au-dessous, et un statut intermédiaire pour ceux de son âge et plus, a été promulguée. À ce moment, une maison baptiste de la mission a offert à la mère de Joseph une réduction des frais de 3 jours par semaine pour inscrire Joseph et de son frère Samuel et ceci grâce à l'aide de sa grand-mère qui tenait une petite épicerie. Le maître d'école, M. Kirby, a trouvé que Joseph apprenait rapidement, et a attiré l'attention de M. Phillipo, un ministre baptiste à Spanish Town.
Lorsqu'en 1838, huit cent mille esclaves dans les Antilles ont été libérés, l'événement s'est ancré dans la mémoire de Joseph Fuller. Dans les discours de nombreuses années plus tard, en Angleterre, il a décrit la façon dont les gens sont allés dans les différentes chapelles de nuit pour offrir des services. Il est allé à la chapelle baptiste de Spanish Town   où son père était un membre actif, et l'a trouvé débordés de gens par milliers à l'extérieur. Une tombe a été creusée et un cercueil préparé, contenant des menottes, des chaînes des esclaves Les gens sont restés toute la nuit, et à 6 heures du matin, une corne a soufflé a invoqué le début de la journée de travail, après quoi ils ont descendu le cercueil: "ils enterré la pratique de l'esclavage".

### Ministère
Début 1839, des missionnaires baptistes jamaïcains et des baptistes anglais de la 
Baptist Missionary Society sont venus en Jamaïque (comme James Phillippo, Thomas Burchell, Samuel Oughton et William Knibb) et ont proposé la création d'une mission en Afrique de l'Ouest. L'anglais Baptiste et abolitionniste William Knibb, et deux Jamaïcain Baptistes, Henry Beckford et Edward Barrett a considéré la question lors de leur visite à la Grande-Bretagne en 1840, pour assister à la première convention internationale de lutte contre l'esclavage. Quand la mission a commencé, Joseph et ses parents ont eu la possibilité de rejoindre le projet de Société Missionnaire Baptiste en tant que pionniers, pour l'évangélisation, l'éducation et le bien-être, et d'encourager la fin à l'esclavage parmi les chefferies traditionnelles et les royaumes de l'Afrique de l'Ouest.
Le voyage de ses parents fut payé pour l'Angleterre, puis pour l'île de Fernando Poo (île de Bioko, Guinée équatoriale), au large de la côte du Cameroun en Afrique de l'Ouest. En 1844, Joseph s'est arrangé pour le voyage et, accompagné de son frère Samuel, il a pu rejoindre ses parents en 1845. Sur Fernando Po, la famille au complet s'est rejointe, et a rapidement été rejoints par d'autres, dans cette entreprise missionnaire, y compris le Jamaïcain Joseph Merrick et de l'Anglais Alfred Saker. Une fois établie, la Société des missionnaires de Fernando Po s'est aventurée sur le continent pour négocier des terrains sur lesquels fonder des missions de chaque côté de l' estuaire du Wouri à Bimbia et Douala, au Cameroun .. La station de Bimbia station et son école, la première sur le continent au Cameroun, a été fondée en 1844 - 1845 par les familles Fuller et Merrick, et a été rapidement suivie par une seconde à Douala fondée par Alfred Saker et sa famille avec le Sierra Léonais Thomas Horton Johnson. Les membres survivants de la famille fondatrice sont retournés à Fernando Po à la fin des années 1840. Après un temps, de nouvelles missions ont été créées, notamment celle avec Alfred Saker, fondateur de Victoria à son retour sur le continent avec des esclaves libérés en 1858.
Le rôle de Joseph Jackson Fuller dans ces missions de fondation est devenu particulièrement important après le début de la mort de Joseph Merrick, après quoi il a pris la responsabilité de la congrégation à Bimbia. Il était un orateur de génie et prédicateur plein d'humour, et son message aux gens de Bimbia a été tellement convaincant que, en plus de la population locale, il a attiré un chef de village et un groupe de nobles à jeter leurs "fétiches" et à s'exclamer: "Maintenant, nous allons essayer la vôtre!" Dans les années 1850, Joseph Fuller a dirigé la congrégation de Béthel à Douala.
Fuller a été ordonné pasteur le 4 avril 1859 par Alfred Saker et a continué le travail baptiste au Cameroun, pendant plus de trente ans. Autour de 1850, Joseph épousa Elizabeth Johnson, une institutrice jamaïcaine à Fernando Po, et ils ont eu trois enfants avant sa mort neuf ans plus tard. En 1861, il s'est remarié à Charlotte Diboll, fille de Joseph Diboll, un missionnaire anglais.
Il a construit la première église de Hickory, le temple de Bonabéri, détruit lors du bombardement naval de la ville par Max Buchner lors de on expédition punitive contre Lock Priso.
En 1869, Fuller et sa famille se rend en Angleterre pour la première fois, visite sa belle famille à Norfolk, où son éloquence et ses témoignages de première main au sujet de la fin de l'esclavage en Jamaïque, impressionnent le public. Il s'est ensuite rendu à la Jamaïque, rendre visite à sa mère, et s'exprimant dans des chapelles afin de recueillir davantage de fonds pour les travaux de la mission en Afrique. De retour en Angleterre, il a trouvé pour son fils aîné par Elizabeth Johnson, Alexander Merrick Fuller (1849-1898) un stage dans une société d'ingénierie à Norwich. Alexander s'est installé à Norwich, Norfolk. Il a épousé Sophia Mace en 1874. Ils ont eu quatre enfants - 3 filles - Florence Elizabeth, Edith Charlotte, Courteney Heilda et un fils Francis McLeod. Alexandre retourna en Afrique, où il est mort en 1898. À ce jour, Alexander a encore de la famille vivant à Norwich. Norfolk. De retour au Cameroun, Fuller est devenu chef de la mission jusqu'à ce que l'Allemagne colonise le pays et force les missionnaires baptistes à se déplacer loin pour le Congo. Joseph Fuller a supervisé le transfert, de travail à Béthel (quartier de Douala) et à Victoria (Limbé) en 1887 et 1888, puis est parti pour l'Angleterre, peu de temps après sa femme. Son fils de sa seconde épouse a été ramené en Angleterre par le missionnaire  Jamaïcain John trevor Pinnock.

## Dernières années en Angleterre
Établi à Londres, d'abord à Barnes, puis à Sydner Route à Stoke Newington , d'où il fréquentait la chapelle Hackney Devonshire Road Baptist, l'art oratoire de Joseph demeurait efficace. À Birmingham Town Hall en octobre 1889 - quatre mille personnes sont venues l'écouter. Thomas Lewis, un autre missionnaire Baptiste, écrit dans son livre Ces Soixante-dix Ans, a rappelé sa popularité comme un orateur public:
En 1892, Fuller a été photographié dans le cadre du groupe qui a présidé le centenaire de la Société Missionnaire Baptiste, et au moins un de ses fils a poursuivi ce travail.
Joseph Fuller est décédé le 11 décembre 1908, et a été enterré à Abney Park Cemetery à Stoke Newington, à Londres, le lieu de repos de deux missionnaires anglais de la Jamaïque, qu'il avait connu dans sa jeunesse, Thomas Burchell et Samuel Oughton. Son adresse à l'Union Baptiste de Cambridge a récemment été reproduit en Noir Voix, un recueil de Chrétiens noirs de l'écriture introduite par le Révérend John Sentamu, l'Archevêque de York.